# Un endroit propre et bien éclairé
Un endroit propre et bien éclairé (A Clean, Well-Lighted Place) est une nouvelle d'Ernest Hemingway, parue dans Scribner's Magazine en mars 1933, et reprise en volume la même année chez Scribner, dans le recueil Winner Take Nothing.
En France, la nouvelle, traduite par Henri Robillot, est parue dans le recueil Paradis perdu, suivi de La Cinquième Colonne chez Gallimard en 1949.

## Résumé
Tard dans la nuit, un vieil homme, sourd, est assis à boire dans un café. Les clients sont partis. Il ne reste sur place que le vieux, le patron de l'établissement et deux serveurs, un jeune et un plus âgé, qui, assis à une table, observent et échangent à voix basse ce qu'ils savent par ouï-dire de leur unique client : ainsi, le vieil homme aurait tenté de se suicider la semaine précédente. Il serait désespéré, bien que riche.
Comme une jeune femme et un soldat déambulent à pied, devant le café, le plus jeune serveur s'impatiente et affirme que le vieux pourrait bientôt être arrêté pour être resté si tard hors de chez lui. Mais le vieil homme frappe sur sa soucoupe pour appeler le garçon et lui commander un autre cognac. Bien qu'il proteste contre le vieil homme et le met en garde de devenir ivre, le serveur lui verse l'alcool avec des gestes brusques. Quand le client exige un peu plus de brandy, le garçon fait délibérément déborder de la tasse le brandy qui se répand dans la soucoupe.
Une longue conversation entre les serveurs s'ensuit sur le thème de la récente tentative de suicide du vieil homme qui aurait tenté de se pendre à l'aide d'une corde. Et l'impatience du jeune serveur s'accroît : il souhaite le départ du client pour être en mesure de rentrer à la maison. ll se plaint de ne jamais être au lit avec sa femme avant trois heures du matin. Cependant, le serveur plus âgé paraît plus conciliant. 
Encore une fois, le vieil homme demande un autre cognac, mais cette fois le jeune homme le lui refuse. Le vieil homme ne proteste pas, prend son porte-monnaie et paie ses consommations. Il laisse un pourboire. Les deux garçons le regardent s'en aller : le vieil homme marche d'un pas chancelant, mais avec encore beaucoup de dignité.
Plusieurs jours après, les deux garçons reprennent leur discussion des fins de soirée. Le jeune garçon veut courir chez lui rejoindre sa femme, mais le garçon plus âgé parait plus calme. Après une digression sur les avantages de la jeunesse, le serveur mature concède qu'il n'a plus la vigueur de ses vingt ans et que, maintenant, il est de ceux qui aiment rester tard au café, se comparant ainsi au vieux client sourd récemment décédé.